# アメーバ属
アメーバ属（アメーバぞく、学名: Amoeba）は、アメーボゾアのツブリネア綱、真アメーバ目に属する原生生物の属の1つである。オオアメーバ属ともよばれ、よく知られた種である Amoeba proteus（オオアメーバ）を含む。大型のアメーバであり、ふつう隆起線を伴う多数の円筒状の仮足（偽足）をもつ（図1）。細胞質に多数の結晶状顆粒を含み、核は1個、核小体は顆粒状。淡水域に生育する。
一般名称としてのアメーバ (amoeba) は、アメーバ属に限らず仮足（一時的に形成される細胞の突出構造）によって運動する生物または細胞の総称であり、系統的にはさまざまなものが含まれる。ここでは、アメーバ属の生物について解説する。

## 特徴
大型（ふつう 220–760 µm）の単細胞アメーバであり、ふつう主となる仮足（偽足）に加えて複数の仮足を掌状に伸ばしているが（図1）、移動速度が速いときにはしばしば進行方向に単一の仮足を伸ばす。仮足は円筒形、先端は半球形、透明冠がある。主となる仮足の背面には、ふつう不規則な隆起線がある（図1）。細胞後端のウロイドは房状、ときに未消化物が排出される。
細胞質には、両錐体形または長方形の結晶状顆粒が多数存在する（図1）。核は1個、多数の核小体様構造が散在する。核膜内側の核ラミナが発達しており、微細構造は蜂の巣状。
二分裂によって増殖する。Amoeba proteus（オオアメーバ）では、分裂後に倍数化によってDNA量が増加し、その後にDNAを排出によってDNA量が減少して再び細胞分裂を行うことが報告されている。細長い仮足を放射状に伸ばした浮遊型（放射型）を形成するものもいる。有性生殖は見つかっていないが、減数分裂に関わる遺伝子に相同な遺伝子をもつことが示されている。

## 生態
淡水域に生育する。腐植質の多い環境で見られる。他の原生生物（繊毛虫、クリプト藻など）を捕食する。

## 分類
1757年、ドイツの博物学者であるアウグスト・フォン・ローゼンホッフ (August Johann Rösel von Rosenhof) が初めてアメーバの記録を残したが、彼の図は、現在オオアメーバ（Amoeba proteus）とされる生物に似ている。古くは Proteus animalcule とよばれていたが、現在では Proteus は両生類のホライモリ属の学名として使われている。1822年、ボリ・ド・サン＝ヴァンサン (Jean Baptiste Bory de Saint-Vincent) によって、Amoeba が記載されたが、この名はギリシャ語で「変容する」、「変化する」を意味する amoibè (αμοιβή) に由来する。
アメーバ属には多数の種が記載されているが、その多くは別属に移されている。2025年時点でアメーバ属に分類される一部の種を以下に記す。
表1. アメーバ属の種（一部）
- アメーバ属 Amoeba Bory de Saint-Vincent, 1822
  - Amoeba proteus (Pallas, 1766) Leidy, 1878（オオアメーバ）
長さ 220–760 µm。細胞外被は約 150-200 nm のグリコカリックスをもつ。結晶状顆粒は両錐体。核は円盤状、直径 22–62 µm。
  - Amoeba leningradensis Page & Kalinina, 1984
長さ 160–550 µm。細胞外被は厚さ 13-20 nm。結晶状顆粒は両錐体。核はほぼ球形、直径 21–29 µm。
  - Amoeba borokensis Page, 1986
長さ 210–545 µm。細胞外被は約 100-130 nm のグリコカリックスをもつ。結晶状顆粒は長方形。核はほぼ球形、直径 23–37 µm。